# Gyrinus nitidus
Gyrinus nitidus is een keversoort uit de familie van schrijvertjes (Gyrinidae). De wetenschappelijke naam van de soort is voor het eerst geldig gepubliceerd in 1823 door Dahl.